# U Bootis
U Bootis är en halvregelbunden variabel av SRB-typ i stjärnbilden Björnvaktaren. 
Stjärnan varierar mellan fotografisk magnitud +9,8 och 13 med en period av 201,3 dygn.